# Night Gallery

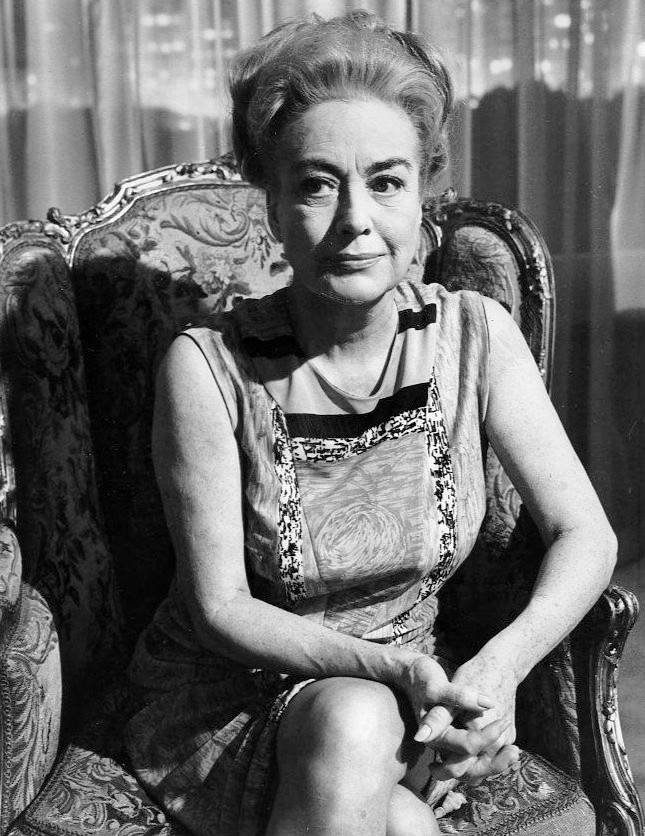
L'actriu Joan Crawford participà en un capítol l'any 1969.

Night Gallery és una sèrie de televisió estatunidenca de 98 històries agrupades en 46 episodis, creada per Rod Serling i difosa entre el 16 de desembre de 1970 i el 27 de maig de 1973 a la cadena  NBC. Rod Serling presenta cada episodi i va contribuir a escriure molts guions. No va tenir, però, el mateix control que a The Twilight Zone.
Night Gallery presenta periòdicament adaptacions de clàssics de la literatura de fantasia, com les històries de Howard Phillips Lovecraft, així com obres originals, la majoria de la ploma del mateix Serling. Serling també va adaptar creacions contemporànies com la novel·la The Little Black Bag de Cyril M. Kornbluth.

## Descripció

### Pilot (1969)
En la sèrie, Serling va aparèixer en una galeria d'art, on presenta cada episodi amb la presentació de pintures relacionades amb la història.
La sèrie va començar amb tres episodis pilot el 8 de novembre 1969. Un d'ells va ser la primera direcció de Steven Spielberg i un dels últims papers de Joan Crawford. A diferència de la resta de la sèrie, on les pintures acompanyen només la introducció de Serling, es troben en el mateix episodi.
Night Gallery va rebre una nominació als  Emmy per l'episodi They're Tearing Down Tim Riley's Bar. El 1972, la sèrie va ser novament nominada per l'episodi de la segona temporada: El model de Pickman.
La sèrie va ser criticada per l'ús d'episodis còmics de transició entre les parts d'una llarga història en alguns episodis. Malgrat aquestes distraccions, Serling ha produït nombrosos telefilms interessants, com ara: Camera Obscura, Caterpillar, Class of '99, Cool Air, The Doll, Green Fingers, Lindemann's Catch, i The Messiah on Mott Street. Altres episodis, on Serling no va participar, són també notables: The Dead Man, I'll Never Leave You--Ever, Pickman's Model, A Question of Fear, Silent Snow, Secret Snow, i The Sins of the Fathers.
El 1973, afectat per la crítica i en no rebre el suport dels productors, Serling va renegar de la sèrie.

## Episodis
La sèrie conté 43 episodis per a un total de 98 històries, les tres primeres componen el pilot.
1. The Cemetery de Boris Sagal
2. The eyes, de Steven Spielberg
3. The Escape Route, de Barry Shear

### Temporada 1 (1970-1971)
1. The Dead Man, de Douglas Heyes, història de Fritz Leiber
2. The Housekeeper, de John Meredyth Lucas
3. Room with a View, de Jerrold Freedman, història de Hal Dresner
4. The Little Black Bag, de Jeannot Szwarc, història de Cyril M. Kornbluth
5. The Nature of the Enemy, d'Allen Reisner
6. The House, de John Astin, història d'André Maurois
7. Certain Shadows on the Wall, de Jeff Corey, història de Mary Eleanor Freeman
8. Make Me Laugh, de Steven Spielberg, guió de Rod Serling
9. Clean Kills and Other Trophies, de Walter Doniger
10. Pamela’s Voice, de Richard Benedict
11. Lone Survivor, de Rod Serling, història de Frank Towe
12. The Doll, de Rudi Dorn, història de Algernon Blackwood
13. The Last Laurel, de Daryl Duke, història de Davis Grubb
14. They’re Tearing Down Tim Riley’s Bar, de Don Taylor

### Temporada 2 (1971)
1. The Boy who Predicted Earthquakes, de John Badham, història de Margaret St. Clair
2. Miss Lovecraft Sent Me, de Gene R. Kearney, guió de Jack Laird
3. The Hand of Borgus Weems, de John Meredyth Lucas, història de George Langelaan
4. Phantom of What Opera?, de Gene R. Kearney
5. Death in the Family, de Jeannot Szwarc, història de Miriam Allen deFord
6. The Merciful, de Jeannot Szwarc, història de Charles L. Sweeney Jr.
7. Class of '99, de Jeannot Szwarc
8. Witches Feast, de Jerrold Freedman
9. Since Aunt Ada Came to Stay, de William Hale, història d'A. E. van Vogt
10. With Apologies to Mr. Hyde, de Jeannot Szwarc, guió de Jack Laird
11. The Flip Side of Satan, de Jerrold Freedman, història de Hal Dresner
12. A Fear of Spiders, de John Astin, història d'Elizabeth M. Walter
13. Junior, de Theodore J. Flicker
14. Marmalade Wine, de Jerrold Freedman, història de Joan Aiken
15. The Academy, de Jeff Corey, història de David Ely
16. The Phantom Farmhouse, de Jeannot Szwarc, història de Seabury Quinn
17. Silent Snow, Secret Snow, de Gene R. Kearney, història de Conrad Aiken
18. A Question of Fear de Jack Laird, història de Bryan Lewis
19. The Devil Is Not Mocked de Gene R. Kearney, història de Manly Wade Wellman
20. Midnight Never Ends, de Jeannot Szwarc
21. Brenda, d'Allen Reisner, història de Margaret St. Clair
22. The Diary
23. A Matter of Semantics
24. Big Surprise
25. Professor Peabody's Last Lecture
26. House - with Ghost
27. A Midnight Visit to the Neighborhood Blood Bank
28. Dr. Stringfellow's Rejuvenator
29. Hell's Bells
30. The Dark Boy
31. Keep in Touch - We'll Think of Something
32. Pickman's Model, d'una novel·la de Lovecraft & The Dear departed, una novel·la de Alice-Mary Schnirring.
33. The Dear Departed
34. An Act of Chivalry
35. Cool Air
36. Camera Obscura
37. Quoth the Raven
38. The Messiah on Mott Street
39. The Painted Mirror
40. The Different Ones
41. Tell David...
42. Logoda's Heads
43. Green Fingers
44. The Funeral
45. The Tune in Dan's Cafe
46. Lindemann's Catch
47. A Feast of Blood
48. The Late Mr. Peddington
49. The Miracle at Camafeo
50. The Ghost of Sorworth Place
51. The Waiting Room
52. Last Rites for a Dead Druid
53. Deliveries in the Rear
54. Stop Killing Me
55. Dead Weight
56. I'll Never Leave You - Ever
57. There Aren't Anymore MacBanes, de John Newland
58. You Can't Get Help Like That Anymore
59. The Sins of the Fathers, de Jeannot Szwarc
60. The Caterpillar
61. Little Girl Lost
62. Satisfaction Guaranteed

### Temporada 3 (1972)
1. The Return of the Sorcerer, de Jeannot Szwarc
2. The Girl with the Hungry Eyes
3. Fright Night
4. Rare Objects
5. Spectre in Tap-Shoes
6. The Ring with the Red Velvet Ropes
7. You Can Come Up Now, Mrs. Millikan/Smile Please
8. The Other Way Out
9. Finnegan's Flight
10. She'll Be Company for You
11. Something in the Woodwork
12. Death on a Barge
13. Whisper
14. The Doll of Death
15. Hatred Unto Death
16. How to Cure the Common Vampire
17. Die Now, Pay Later
18. Room for One Less

### Altres
- I Did Not Mean to Slay Thee
- The Eyes that Wouldn't Die (Sixth Sense)
- The Flat Male